# Anápolis
Anápolis – miasto w Brazylii, w stanie Goiás.
Liczba mieszkańców w 2000 roku wynosiła 279 752. 
W pobliżu miasta wydobywa się rudy niklu, kwarcytu i złota. W mieście rozwinął się przemysł spożywczy i chemiczny.